# Sasonichus
Sasonichus sullivani  es una especie de arañas migalomorfas de la familia Barychelidae. Es el único miembro del género monotípico Sasonichus. Se encuentra en India.